# Migala
Migala var ett experimentellt post-rockband från Madrid, Spanien. Bandet grundades 1996 och splittrades 2004 och gav sin sista konsert på Festival Internacional de Benicàssim.
Medlemmarna har gått vidare till andra band: Abel Hernández spelar i El Hijo, Coque Yturriaga i num9. Kieran Stephen spelar tillsammans med Jordi Sancho, Diego Yturriaga and Rubén Moreno spelar i Fantasy Bar. Nacho Vegas har släppt skivor under eget namn och med bandet Las Esferas Invisibles.

## Bandmedlemmar
- Abel Hernández
- Diego Yturriaga
- Coque Yturriaga
- Rodrigo Hernández
- Rubén Moreno
- Jordi Sancho
- Kieran Stephen
- Nacho R. Piedra
- Nacho Vegas

## Diskografi
- 1997 - Diciembre 3 a.m. (Acuarela Discos)
- 1998 - Así duele un verano Acuarela Discos)
- 2000 - Arde (Acuarela Discos)
- 2001 - Restos de un incendio (Acuarela Discos)
- 2004 - La increíble Aventura (Acuarela Discos)